# クリスティーナ・オーバークフォル
クリスティーナ・オーバークフォル（Christina Obergföll、1981年8月22日 - ）は、ドイツの陸上競技選手。2008年北京オリンピックの銀メダリストである。バーデン＝ヴュルテンベルク州フライブルク県オルテナウ郡ラール出身。

## 経歴
オーバークフォルは、ジュニアの時代からやり投の選手として活躍。2000年から2002年にかけて3年連続ドイツのジュニアチャンピオンに輝いている。また、2000年の世界ジュニア選手権では8位という成績を残している。2004年アテネオリンピックでは、予選で15位となり決勝進出を逃している。
国際大会で目立った活躍がなかったが、オリンピックの翌年の2005年、オーバークフォルはヘルシンキの世界選手権において、70m03のヨーロッパ新記録で銀メダルを獲得。この大会も優勝したキューバのオスレイディス・メネンデスに次いで2人目の70mスローワーとなった。
2007年6月には、70m20の自己ベスト（ヨーロッパ新記録）を更新、同年のドイツ選手権で初めてドイツチャンピオンに輝くと、同年夏の大阪の世界選手権では、66m46で2大会連続の銀メダルを獲得した。
2008年は、7月にドイツ選手権を2連覇。北京オリンピックに出場し、66m13で、チェコのバルボラ・シュポタコバ、ロシアのマリア・アバクモワに次いで3位となり銅メダルを獲得したが、2016年にマリア・アバクモワのドーピング違反が発覚し繰り上がりで銀メダル獲得となった。なお、この試合、アバクモアは4投目に70m78、シュポタコバは6投目に71m42を記録し、ともにオーバークフォルの持っていたヨーロッパ記録を更新した。2013年世界陸上競技選手権大会では、念願の初優勝を果たし、シルバーコレクターの異名を返上した。

## 自己ベスト
- やり投 - 70m20 (2007年)

## 主な実績
| 年   | 大会                               | 場所                       | 種目   | 結果      | 記録  |
| ---- | ---------------------------------- | -------------------------- | ------ | --------- | ----- |
| 2000 | 世界ジュニア陸上選手権             | サンティアゴ(チリ)         | やり投 | 8位       | 50m23 |
| 2004 | オリンピック                       | アテネ(ギリシャ)           | やり投 | 15位（q） | 60m41 |
| 2005 | 世界陸上選手権                     | ヘルシンキ(フィンランド)   | やり投 | 2位       | 70m03 |
| 2006 | ヨーロッパ陸上選手権               | ヨーテボリ(スウェーデン)   | やり投 | 4位       | 61m89 |
| 2007 | 世界陸上選手権                     | 大阪(日本)                 | やり投 | 2位       | 66m46 |
| 2007 | IAAFワールドアスレチックファイナル | シュトゥットガルト(ドイツ) | やり投 | 3位       | 62m47 |
| 2008 | オリンピック                       | 北京(中国)                 | やり投 | 2位       | 66m13 |
| 2012 | オリンピック                       | ロンドン(イギリス)         | やり投 | 2位       | 65m16 |
| 2013 | 世界選手権                         | モスクワ(ロシア)           | やり投 | 優勝      | 69m05 |

- qは予選